# Museu Etnogràfic Sicilià Giuseppe Pitrè
El Museu Etnogràfic Sicilià Giuseppe Pitrè, fundat el 1909 per l'erudit sicilià Giuseppe Pitrè, és una entitat pública de propietat de la Municipalitat de Palerm.
Compta amb dues seus: una a Viale Duca degli Abruzzi, al Parc del la Favorita, i l'altra a Via delle Pérgolas al Palazzo Tarallo,al barri de l'Albergheria.

## Història
La seu original constava de quatre sales en un edifici d'una vella escola a la Via Maqueda, el Col·legi de l'Assumpció, on, els objectes podrien ser ordenats d'accord amb el que era la idea de la creació del seu fundador. Després de la mort de Pitrè (1916), durant anys les col·leccions van romandre inaccessibles al públic, fins que, el 1935, Joseph Cocchiara va reorganitzar i va traslladar el museu a una de les dependències de la Casina Cinese al Parc de la Favorita.
En aquest lloc, les col·leccions van trobar el lloc adequat, amb una nova divisió de les troballes en seccions que compleixen amb els criteris de més major caràcter científic, amb respecte als ajusts que en el seu moment va desitjar el seu fundador, -però que mai es va materialitzar-. Cocchiara va oferir una guia àmplia per a aquest tipus de treball titulat:  La vita e l'arte del popolo siciliano nel Museo Pitrè (La vida i l'art del poble sicilià al Museu Pitrè).
L'estructura consta d'un edifici, enfront d'un gran espai, dividit per una planta baixa que alberga les sales d'exposicions i un primer pis que ocupen les oficines i els magatzems. En el seu interior a la dreta es troba la taquilla i la informació. El museu està ubicat en un gran jardí que es pot visitar de franc. Està estructurat de la següent manera: en una part central de la plan ta baixa i dins d'una cruïlla de patis alineats amb trenta sales. Des de 2007 es va inaugurar la segona seu del museu, a l'històric Palazzo Tarallo, al barri de L'Albergheria, també de Palerm.
L'exposició permanent, exhibeix a la planta principal del palau, mobles del segle xviii, el teatre de titelles de l'Opera dei Pupi, la «sala de la memòria» dedicada a Giuseppe Pitrè, i part dels volums de la Biblioteca, en particular, els fons relatius a les tradicions populars, la història i l'arquitectura a Sicília.

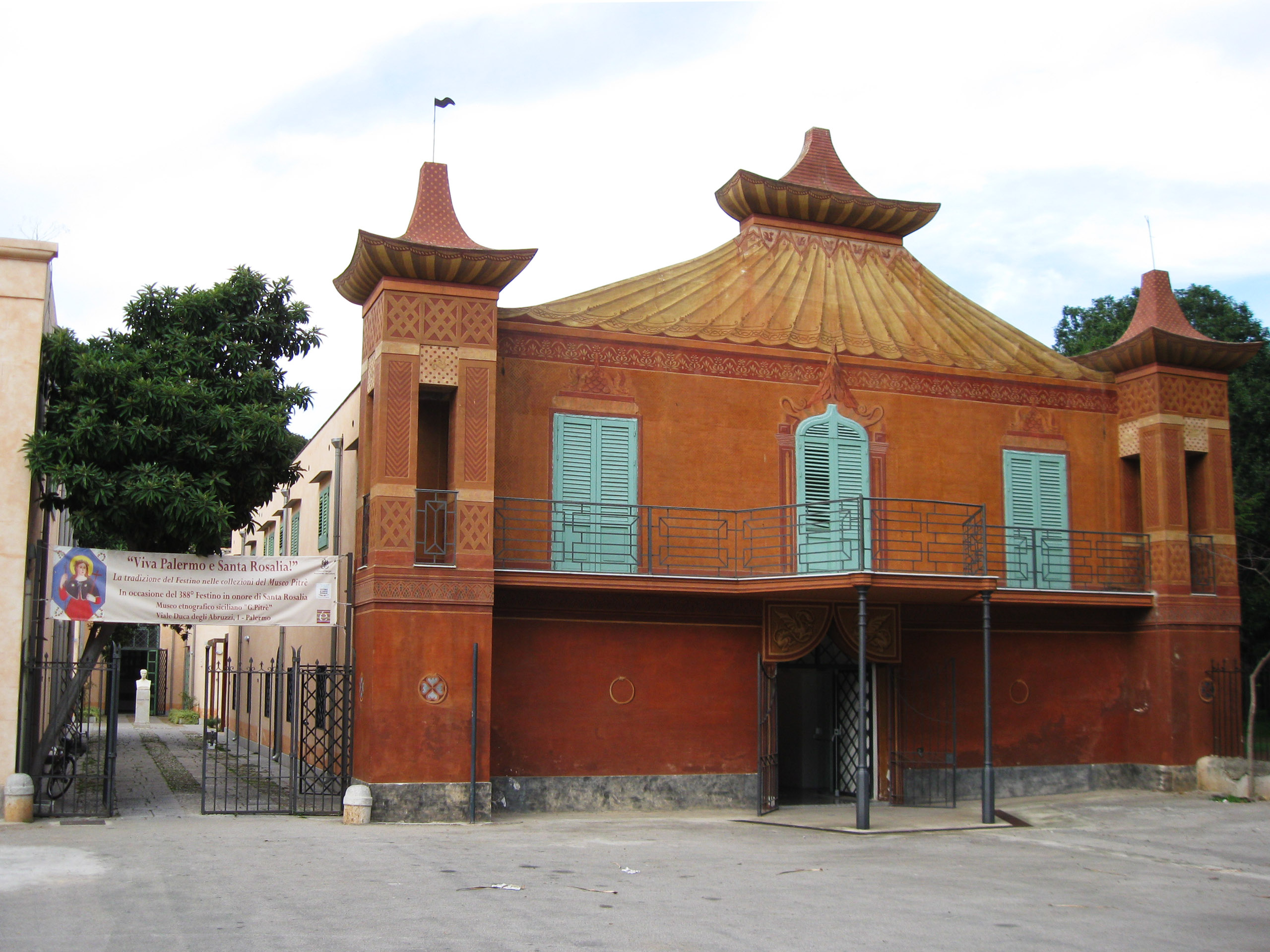
Entrada a la seu del Parc de la Favorita
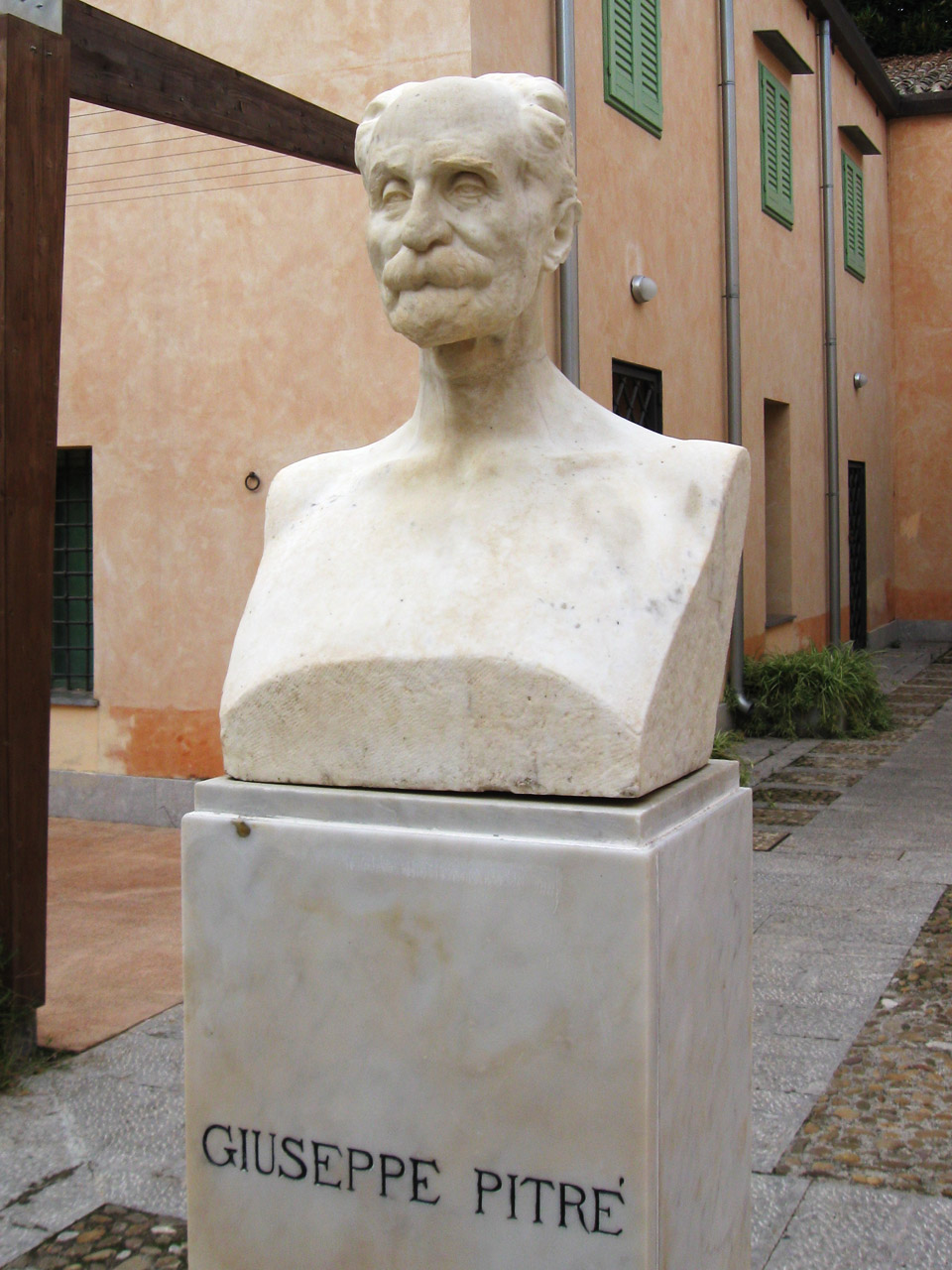
Bust de marbre de Giuseppe Pitrè a la Favorita
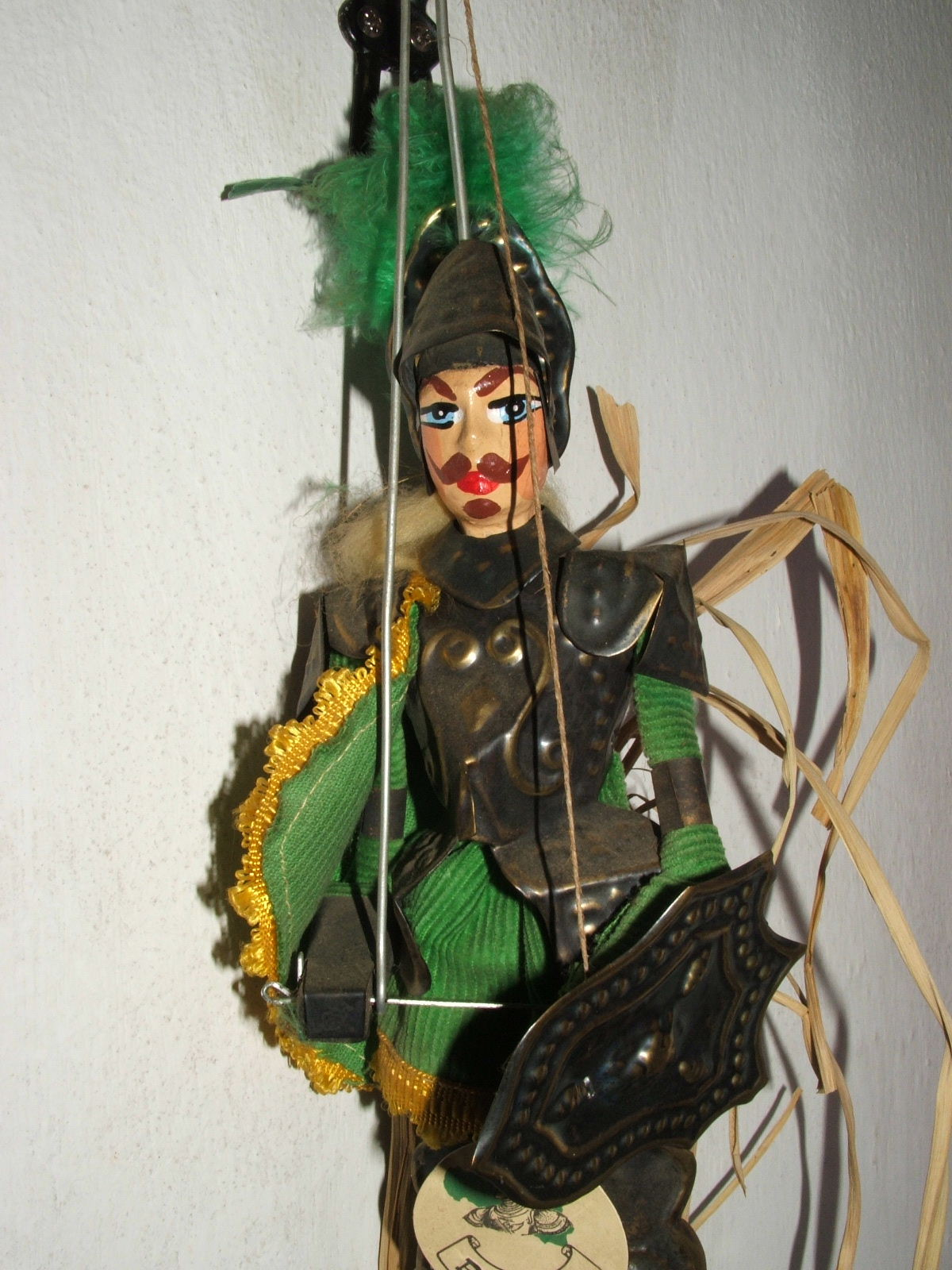
Titella del teatre de l'Opera dei Pupi